# Massif de Bassiès
Le massif de Bassiès est un massif de montagnes de la chaîne des Pyrénées situé dans le département de l'Ariège en région Occitanie, en France. Il mesure 12 km de long pour 11 km de large,, et culmine au pic Près de Puntussan à 2 699 mètres, (2 703 mètres selon les cartes espagnoles).
C'est un petit massif bien individualisé partant de la ligne de crêtes des hauts sommets pyrénéens qui délimite la frontière franco-espagnole. Il est parfois regroupé avec le massif de Certescans à l'ouest qui court aussi le long de la crête des hauts sommets.
Géologiquement, le massif de Bassiès fait partie de la zone axiale des Pyrénées de sa nature centrale dans la chaîne des Pyrénées, et par la présence de plutoniques. C'est un massif fait de roches granitiques qui couvre toute la montagne, ainsi qu'une partie du massif de Certescans, et que les géologues nomment aussi « massif de Bassiès » (massif géologique).

## Toponymie
Le massif tire son nom de la pique Rouge de Bassiès, premier haut sommet en avant de la montagne et bien visible depuis la vallée de Vicdessos.

## Géographie

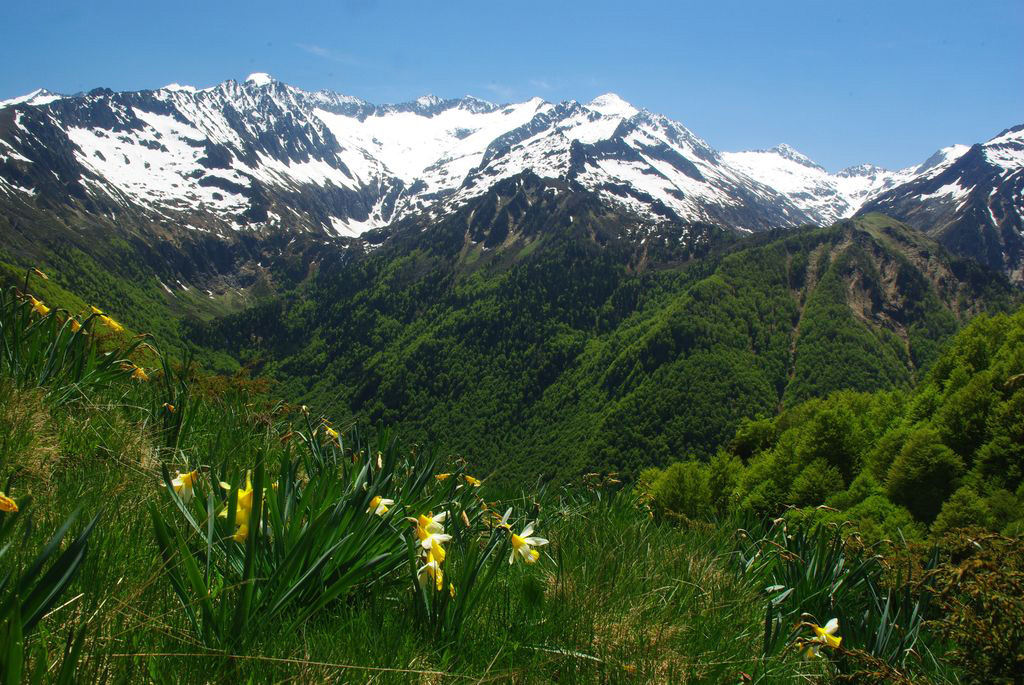
Vue du massif depuis le col d'Agnes.

| Vallée de l'Ars                      | Port de Saleix Massif des Trois-Seigneurs | Vallée de Vicdessos |
| Vallée de l'Ars Massif de Certescans | massif de Bassiès                         | Vallée de Vicdessos |
| Vall de Cardós                       | Massif du Montcalm                        | Massif du Montcalm  |

### Principaux sommets

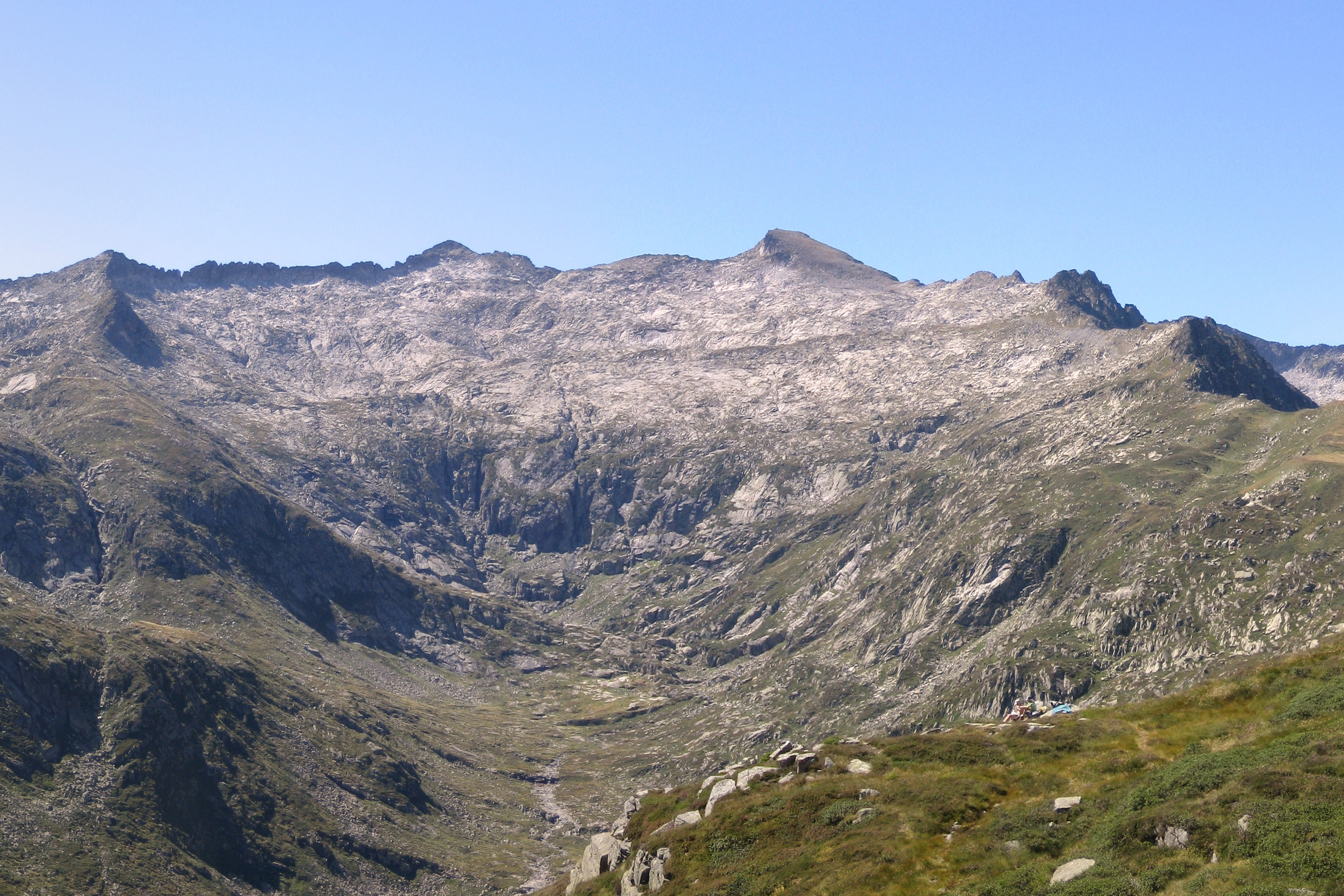
Pique Rouge de Bassiès en haut à droite du centre.

| Sommet                  | Altitude (mètres) |
| ----------------------- | ----------------- |
| Pic Près de Puntussan   | 2 699             |
| Pointe des Trois Comtes | 2 689 ou 2 656    |
| Pic de Puntussan        | 2 682             |
| Pique Rouge de Bassiès  | 2 676             |

### Géologie

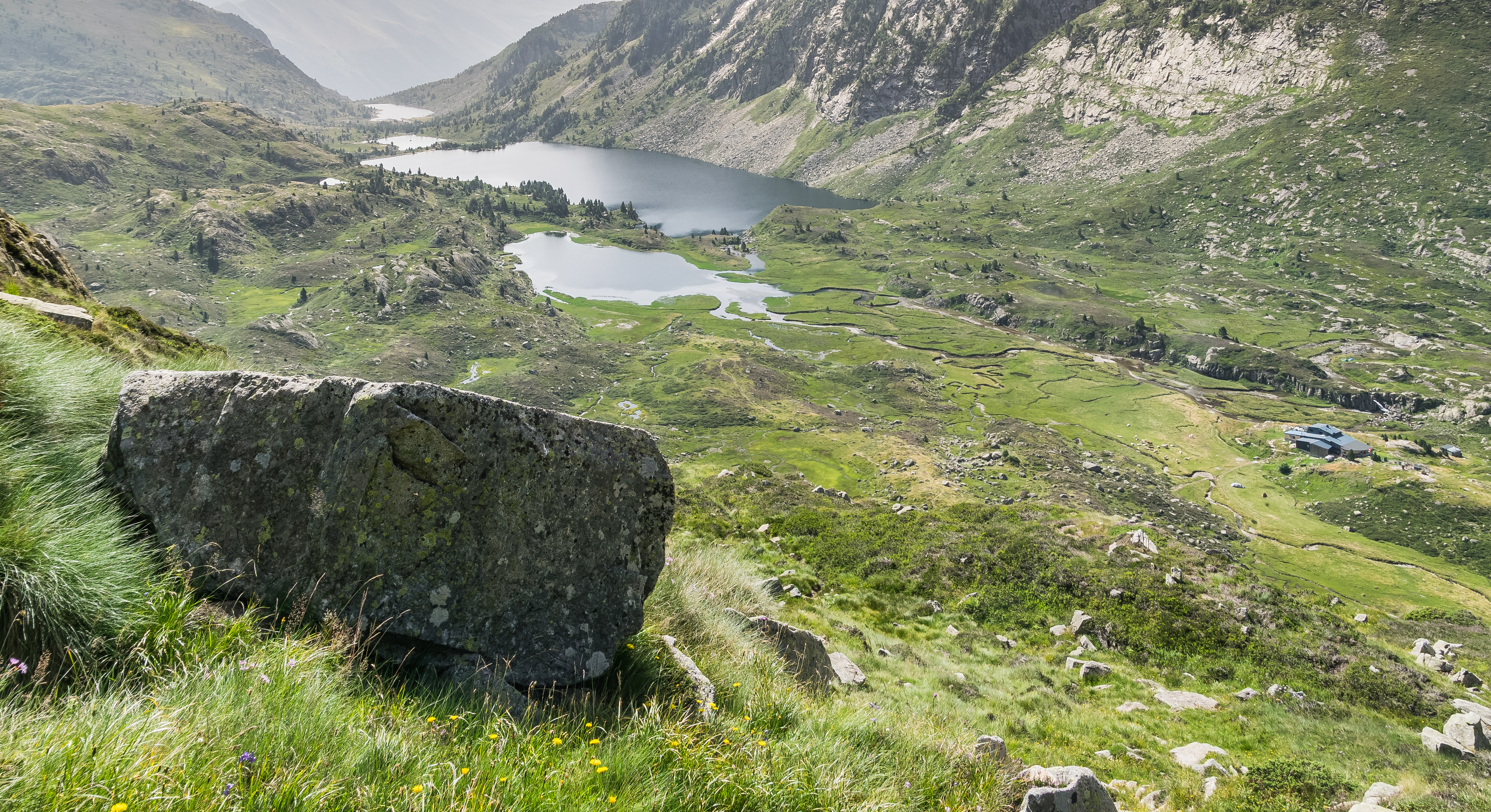
Bloc de granite, les étangs de Bassiès et le refuge gardé.

Le massif est essentiellement granitique (roches plutoniques).
La formation du massif suit celle des Pyrénées : au Paléogène, de −66 à −23 Ma, la remontée vers le nord de la plaque africaine entraîne avec elle la plaque ibérique. Celle-ci, coincée entre la plaque africaine au sud et la plaque européenne au nord, va entrer en collision avec elles, formant la cordillère Bétique au sud et la chaîne des Pyrénées au nord. Au niveau de la zone du massif de Bassiès, les roches granitiques sont alors progressivement comprimées et remontées en altitude entre −53 et −33 Ma durant l'Éocène, puis érodées depuis.

## Activités humaines

### Protection environnementale
Le massif comprend la zone naturelle d'intérêt écologique, faunistique et floristique de type 1 du Mont Garias, étangs et Pic Rouge de Bassiès, bois du Far d'une surface de 2585 hectares.
S'y intègre notamment la réserve biologique dirigée des étangs de Bassiès gérée par l'Office national des forêts qui y mesure notamment l'expansion du pin à crochets (Pinus uncinata).